# Adolf Berman
Adolf Berman (hebrejsky: אדולף ברמן, plným jménem Adolf Avraham Berman, אדולף אברהם ברמן;‎ 1907 – 3. března 1978) byl sionistický aktivista, izraelský politik a poslanec Knesetu za strany Mapam, Si'at smol a Maki.

## Biografie
Narodil se ve Varšavě v tehdejší Ruské říši (dnes Polsko). Studoval na Varšavské univerzitě, kde získal doktorát z filozofie. V roce 1950 přesídlil do dnešního Izraele.

## Politická dráha
Jako student se zapojil do činnosti levicového křídla strany Poalej Cijon. Vydával stranické listy v polštině a jidiš. Během druhé světové války řídil organizaci na pomoc židovským dětem ve Varšavě. Patřil mezi předáky židovského protinacistického odboje ve Varšavském ghettu. Po válce byl členem polského parlamentu a předseda Ústředního výboru polského Židovstva. Po přechodu do Izraele byl zvolen do ústředních orgánů strany Mapam.
V izraelském parlamentu zasedl po volbách v roce 1951, kdy kandidoval za Mapam. Byl členem parlamentního výboru pro veřejné služby, výboru pro vzdělávání a kulturu, výboru pro ústavu, právo a spravedlnost a výboru House Committee. Počátkem roku 1953 odešel ze strany Mapam a přidal se k výrazněji levicové formaci Si'at smol (Levicová frakce). Koncem roku 1954 přešel do komunistické strany Maki. Předsedal Svazu protifašistických bojovníků v Izraeli a byl členem předsednictva Světové organizace židovských partyzánů a bývalých politických vězňů nacismu.